# فابیو جانکتی
فابیو جانکتی (ایتالیایی: Fabio Cianchetti؛ زادهٔ ۲۲ آوریل ۱۹۵۲) فیلم‌بردار اهل ایتالیا است.
از فیلم‌ها یا مجموعه‌های تلویزیونی که وی در آن‌ها نقش داشته‌است، می‌توان به زن شهرستانی، ببر و برف، رؤیاپردازان، زمین ما و دوست نابغه من اشاره نمود.